# Christian Christoffersen Bro
Christian Christoffersen Bro (6. januar 1908 på Bråskovgård – 30. januar 1983) var en dansk officer og modstandsmand.
Han var søn af forstander Anders Jørgen Christoffersen Bro (død 1926) og hustru Anna født Bakkestrøm (død 1951) og blev uddannet i manufakturbranchen. Han var afdelingsleder i udstyrsfirmaet Arthur Hansen, Odense til 1946.
Bro gennemgik Fodfolkets Kornetskole 1929-30, var medlem af modstandsstyrkernes byledelse i Odense 1944-45 og var chef for modstandsstyrkerne i Odense ved befrielsen 5. maj 1945. Hans dæknavn var "Boysen".
Bro blev oberstløjtnant af forstærkningen 1946, af linjen 1948, gennemgik skolen for modstandsbevægelsens befalingsmænd i Jægerspris 1946 og kursus for modstandsbevægelsens befalingsmænd ved Hærens Officersskole 1947-48 og var chef for IH/6 regiment 1952-56. Bro gennemgik "Associate Infantry Officer Advanced Course" ved The Infantry School, Fort Benning, USA 1953-54, var til rådighed for 6. regiment 1956-59, stedfortrædende regionschef ved region IV 1959-61, til rådighed for Fynske Livregiment 1961-63, stabschef ved region IV 1963-67, til rådighed for Fynske Livregiment 1967 og fik afsked 1968. Han var til rådighed for civilregion IV, Fyens Stiftamt fra 1967 til varetagelse af den beredskabsmæssige planlægning, fra 1968 ansat sammesteds. Medlem af bestyrelsen for Foreningen af Løjtnanter og Kornetter 1934-36 og 1940-43 og af bestyrelsen for Den konservative Vælgerforening i Odense 1946. Han var Ridder af 1. grad af Dannebrogordenen.
Han blev gift 29. oktober 1936 med Ruth Carlsen (29. juni 1913 - ?), datter af købmand Anthon Thobo Carlsen (død 1955) og hustru Louise født Brock Nielsen.